# Andreas Döring

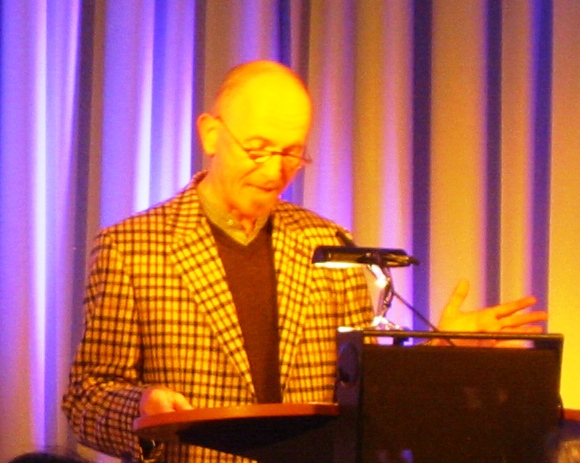
Döring im Kleisthaus in Berlin-Mitte, 2014

Andreas Döring (* 1954 in Braunschweig) ist ein deutscher Autor, Erzähler und Journalist.

## Leben und Beruf

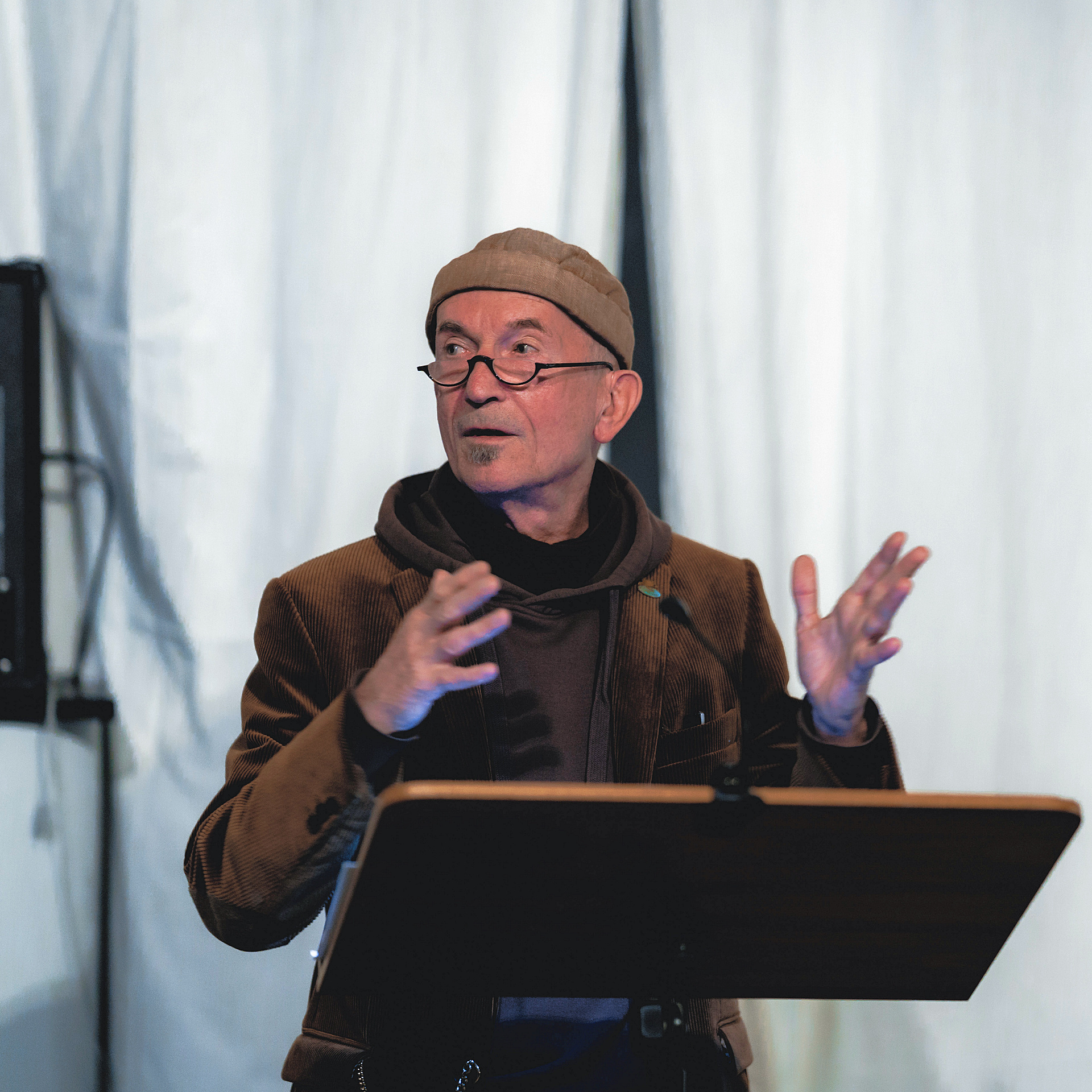
Döring im November 2022 mit Texten von Serhij Zhadan

Döring absolvierte ein Studium in den Disziplinen Germanistik, Anglistik und Philosophie, das ihn 1978/79 unter anderem an die Purdue University in West Lafayette (Indiana, USA) führte. Er promovierte zur Logik von Reisebeschreibungen.
Ein DAAD-Stipendium ermöglichte ihm zwei Jahre als Assistant Lecturer für deutsche Sprache an der Lancaster University im Vereinigten Königreich. Erste literarische Texte schrieb Döring 1986, veröffentlicht unter anderem in der Reihe L'80 Demokratie und Sozialismus. Kurzprosa veröffentlichte der in der Zeitschrift die horen. 1989 schrieb er den Text für den Titelsong von Peter Maffays Album Kein Weg zu weit.
Von 1991 bis zu seinem Berufsausstieg 2017 arbeitete er als fest angestellter Redakteur für den NDR und erstellte in dieser Funktion mehrere Radio-Features vor allem über Reisen und Reiseliteratur.
Seit 1997 gestaltete er zahlreiche eigene Programme für die Bühne und nahm in mehr als 350 dokumentarischen Aufführungen mit dem Theater Zeitraum des Schweizer Dramaturgen Gilbert Holzgang teil, die ihn u. a. nach Berlin, Weimar und Rotterdam führten.
Von 2003 bis 2016 trug er Literatur auf Schiffsreisen vor, zum Beispiel an Bord der inzwischen auf Grund gelaufenen World Discoverer, aber auch auf der Royal Clipper, den Großseglern von Sea Cloud Cruises oder den Expeditionsschiffen der Hapag-Lloyd. Die Erfahrungen seiner Südseereisen führten 2011 zu seinem Roman Mataruas Vermächtnis.
2013 veröffentlichte Döring das Hörbuch Myrderline mit Texten des Braunschweiger Zeichners, Malers und Texterfinders Volker Darnedde.
Bis 2021 hatte Döring einen Lehrauftrag für literarisches Schreiben und Kulturjournalismus an der Faber-Castell Akademie in Stein bei Nürnberg, von 2018 bis 2022 einen Lehrauftrag Sprache & Sprechen im Fachbereich Medienmanagement an der Ostfalia Hochschule in Wolfenbüttel. 
Ende 2023 erschien das Kinder-Lese-Bilderbuch Unser Haus in Braunschweig aus der Kooperation mit der Braunschweiger Grafikerin Ute Ohlms.

## Veröffentlichungen (Auswahl)
Schriften, Hörbücher
- Andreas Döring / Ute Ohlms: Unser Haus in Braunschweig. 1. Auflage. Graff, 2023.
- Andreas Döring: Myrderline. Meine Krankheit ist die Schwärze meines Kaffees, Hörbuch, 2013
- Andreas Döring: Mataruas Vermächtnis. Erzählungen aus der Südsee. 1. Auflage. Kratzke, 2011, ISBN 978-3-9811555-3-2.
- Andreas Döring: Wirth. Nochmal zwo Viertel Stübchen. Braunschweiger Gaststätten und Braunschweiger Bier damals. 1. Auflage. Kuhle, 1997, ISBN 3-923696-84-1.
- Andreas Döring: Herr, nun läßest Du Deinem Diener in Frieden fahren. In: Zeitschrift für Literatur, Kunst, und Kritik 41. Jahrgang, 2. Quartal 1996
- Andreas Döring: Der Herzog ist vom Pferd gefallen. In: Stint, Zeitschrift für Literatur Nr. 17, Mai 1995
- Andreas Döring: Ich sitz auf einem Steine: Ein innerdeutscher Monolog. In: L´80 Demokratie und Sozialismus, 1986

Songtexte
- Songtexte für Moina Erichson: Moina – Call my name, Eden Rock/Universal, Paris 2003
- Songtext für Jazzkantine, Bertelsmann Music Group, 2003
- Songtexte für Peter Maffay: Kein Weg zu weit, Bertelsmann Music Group, 1989

## Auszeichnungen
- 1987: Literaturpreis des niedersächsischen Ministeriums für Europaangelegenheiten
- 1990: Gold und Platin von der Bertelsmann Music für den Titelsong „Kein Weg zu weit“ von Peter Maffay
- 2013: Ohrenschmaus Preis für Literatur von Menschen mit Lernschwierigkeiten gemeinsam mit Volker Darnedde